# St.-Antonius-Kirche (Petkum)

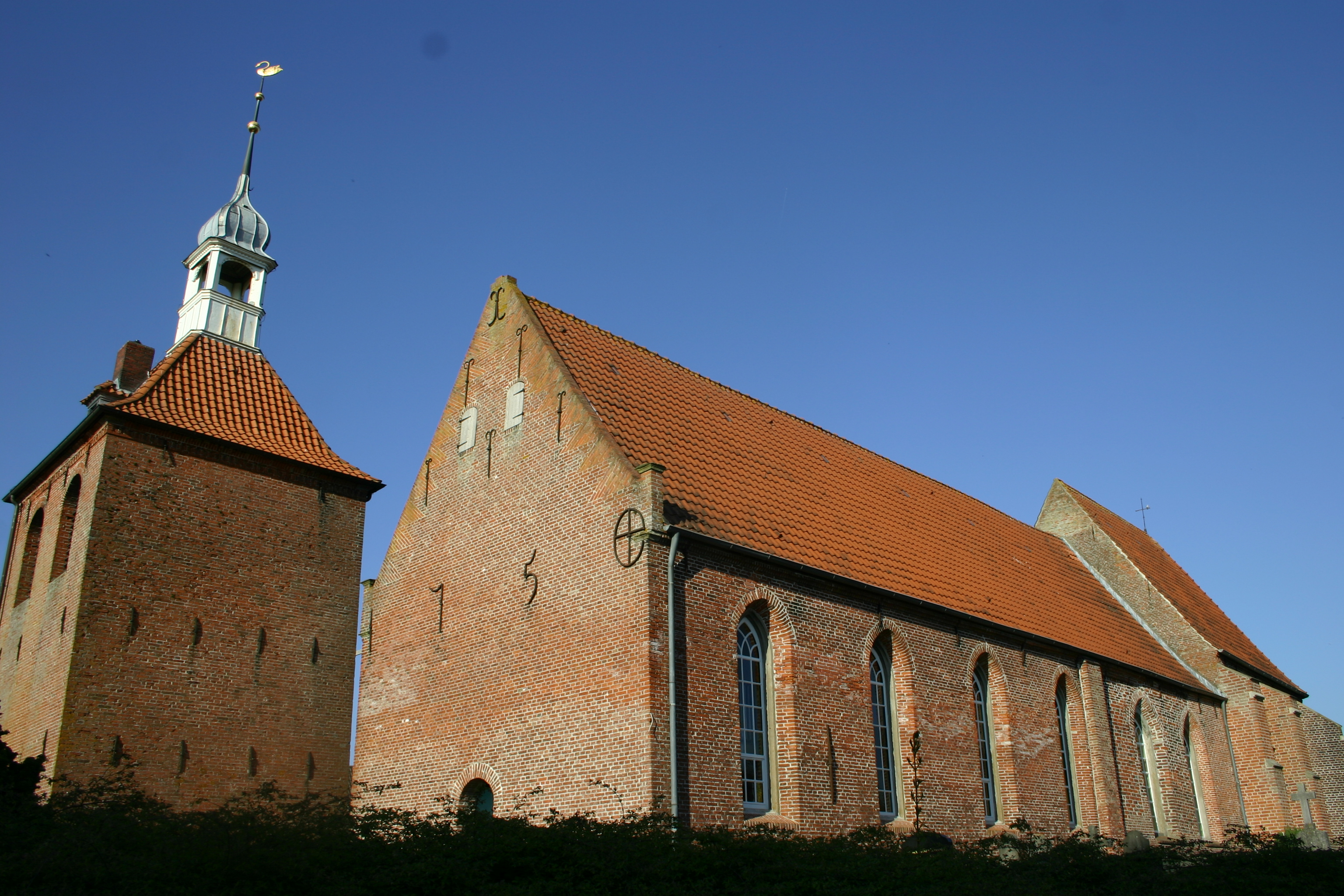
Außenansicht

Die evangelisch-lutherische St.-Antonius-Kirche im Emder Stadtteil Petkum stammt im Kern aus dem 13. Jahrhundert, wurde in späteren Jahrhunderten jedoch mehrfach erweitert.

## Geschichte
Im Mittelalter gehörte Petkum zur Propstei Emden im Bistum Münster und hatte um das Jahr 1500 zwei Priester. Das Kirchenpatronat lag im 14. Jahrhundert bei der Familie Abdena aus Emden, die die Burg Petkum bewohnten. Im Jahr 1408 wurde der Kommende Muhde das Patronatsrecht übertragen.
Die Kirche wurde im 13. Jahrhundert erbaut, erfuhr aber mehrere Erweiterungen und Umbauten. So wurde der Chor in den Jahren um 1470/1480 als Stiftung von Gerd van Petkum, dem letzten Häuptling des Ortes, angebaut. Im 15. Jahrhundert wurden die Kirchenfenster des Langhauses spitzbogig vergrößert. Ein eingreifender Umbau des Hauptschiffs erfolgte um 1750, als man die West- und Nordmauer neu aufführte, zudem den westlichen Teil der Südmauer. Der Dachreiter auf dem Chor brannte im Jahr 1908 ab und stürzte zusammen mit der kleinen Glocke zu Boden.

## Baubeschreibung

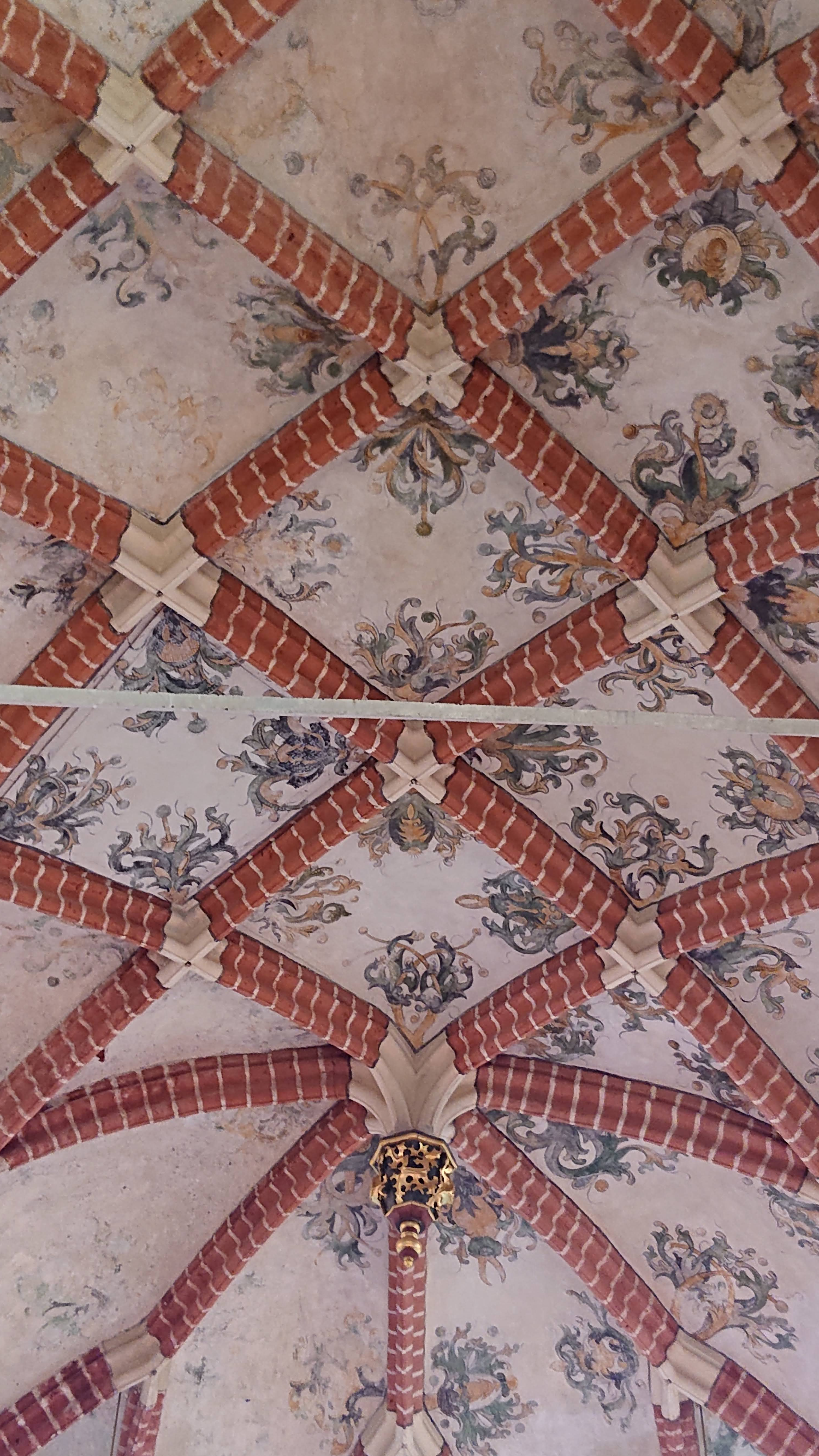
Bemaltes Netzgewölbe

Die Backsteinkirche wurde ursprünglich als rechteckige Apsis-Saalkirche auf einer Warft errichtet. Dass einige Mauerabschnitte an der Südwand noch aus dem 13. Jahrhundert stammen, ist an den großen Backsteinen im Klosterformat erkennbar. Die meisten kleinen rundbogigen Fenster wurden später durch große Spitzbogenfenster ersetzt. Nur an der Nordwand blieben vier der ursprünglichen romanischen Fenster erhalten. Im Schiff wirken frei liegende Ankerbalken der Schubkraft der Decke entgegen. Die Eingangsportale befinden sich in der 1750 erneuerten West- und Nordseite.
Der polygonale Chor überragt das Kirchenschiff und zeichnet sich durch spitzbogige Fenster mit Fischblasen-Maßwerk und mächtigen Strebepfeilern aus. Das Innere wird durch ein Netzgewölbe mit einem hängenden Schlussstein abgeschlossen. Durch einen spitzbogigen Triumphbogen wird der Chor mit dem Schiff verbunden. Der Grabkeller unter dem Chor ist heute nicht mehr zugänglich.
Nordwestlich erhebt sich der frei stehende Glockenturm des geschlossenen Typs, der im Jahr 1802 an alter Stelle neu aufgeführt wurde. Er hat rundbogige Schallarkaden und wird durch eine offene Laterne bekrönt. Die ältere Glocke wurde um 1300 gegossen, die andere 1970 von der Glockengießerei Otto.

## Ausstattung

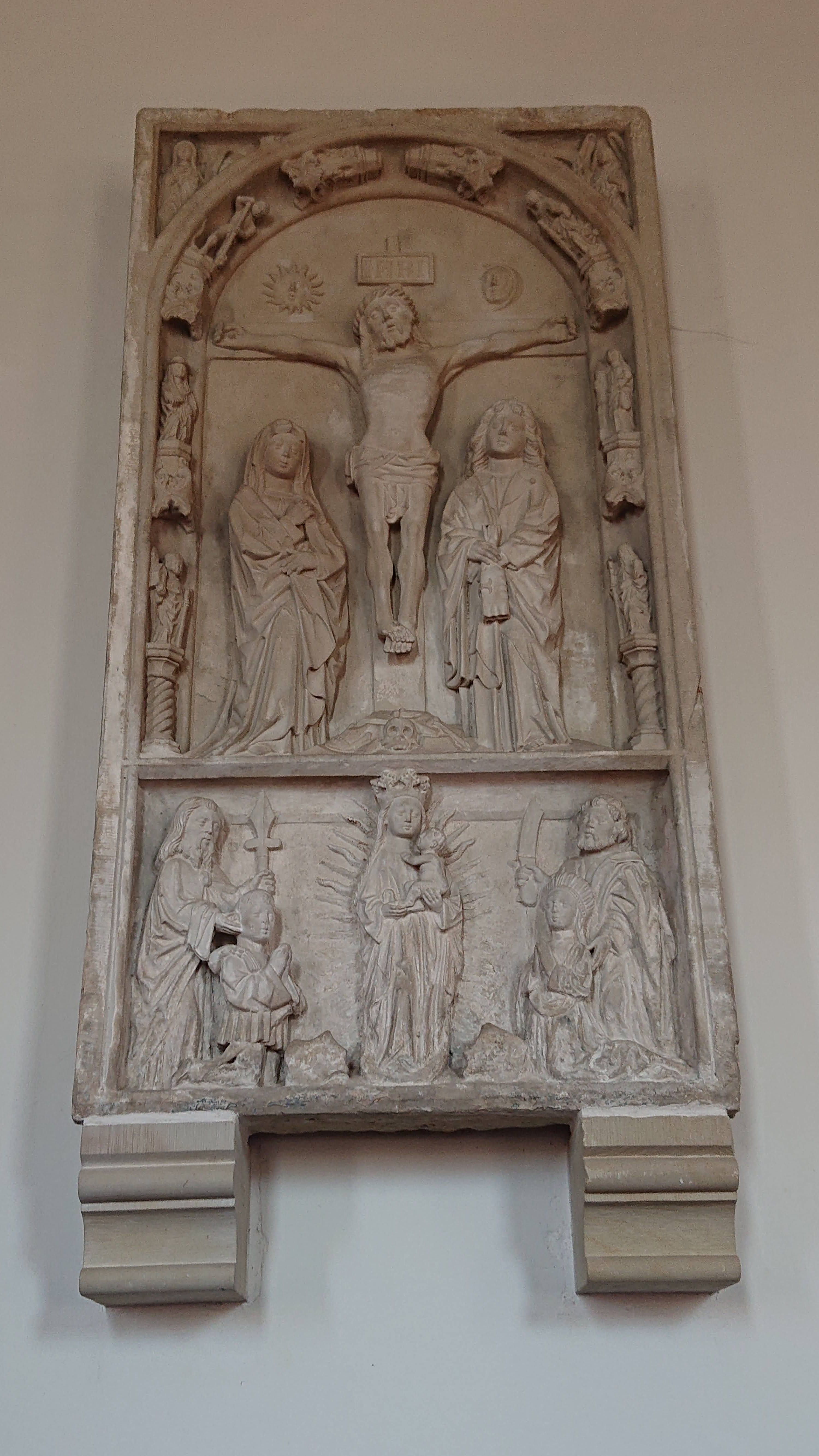
Spätgotisches Sandsteinrelief

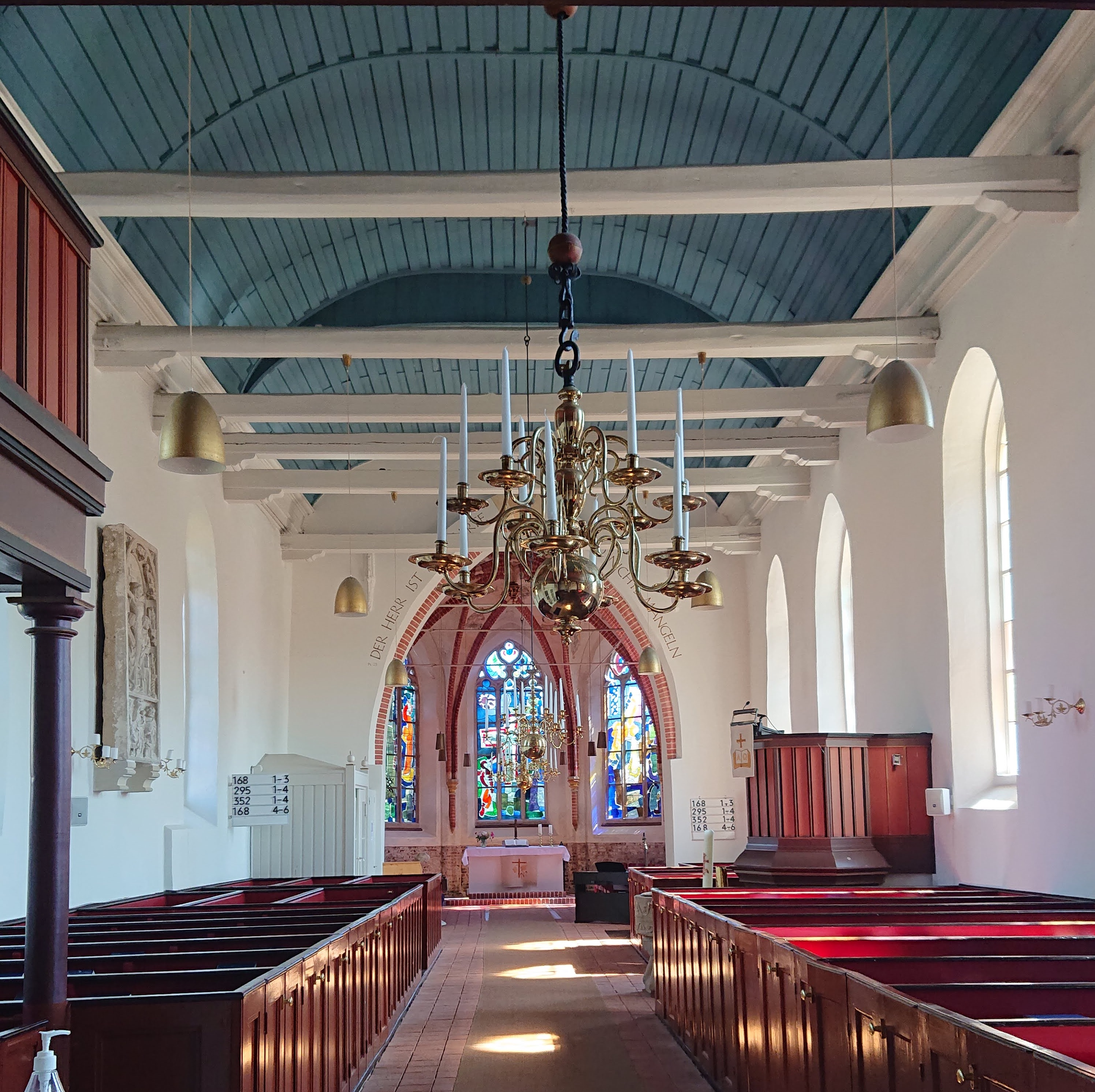
Blick in Richtung Chor

Das Kirchenschiff wird heute durch ein Holztonnengewölbe abgeschlossen. Im Chor wurden die spätgotischen Rankenmalereien zwischen den Rippenkreuzungen bei einer Renovierung in den Jahren 1960 bis 1962 wieder freigelegt. Die roten Gewölberippen mit weißer Streifenbemalung imitieren Backstein. In den östlichen Gewölbekappen ist Christus mit zwei Heiligen dargestellt, deren Oberkörper aus Blütenkelchen hervortreten. Die zwölf Sandsteinplatten sind zwischen 1484 und 1795 datiert.
Zu den historischen Ausstattungsmerkmalen zählt ein zweigeteiltes Sandsteinrelief aus der Erbauungszeit des Chores. Seit 1993 hängt es an der Nordwand gegenüber der Kanzel, zuvor war es im Fußboden des Chors eingelassen. Unter dem Rundbogen wird der Gekreuzigte mit Maria und Johannes, im unteren Teil eine Mondsichelmadonna im Strahlenkranz mit den Aposteln Thomas und Bartholomäus dargestellt; das Stifterpaar kniet vor den Aposteln, vermutlich Gerd van Petkum, der Stifter des Chors, und seine Frau.
Der Taufstein wurde im 13. Jahrhundert gefertigt und ist nach dem Typ des Bentheimer Sandsteins gestaltet. Zwei Friese aus stilisierten Weinranken werden durch Fischgrätenbänder getrennt. Eine romanische Grabplatte in Trapezform zeigt ein Keulenkreuz zwischen zwei Krummstäben. Die Grabplatten von Junker Ocko († 1490) und von Gerd van Petkum († 1478) sind im Chor aufgestellt.

## Orgel

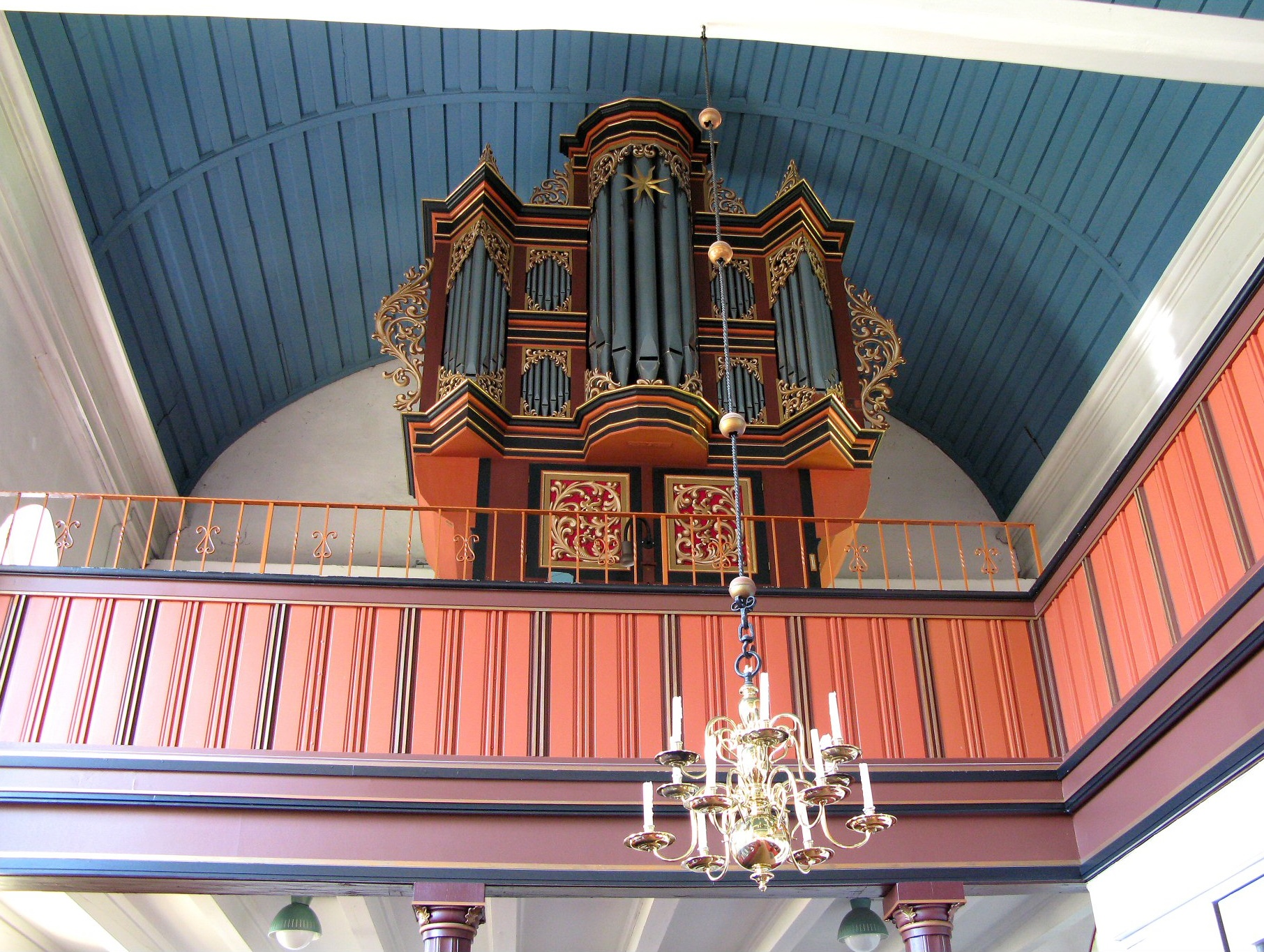
Grotian-Orgel auf der Westempore

Die Orgel wurde zwischen 1692 und 1706 vom Auricher Orgelbaumeister Valentin Ulrich Grotian mit 14 Registern auf zwei Manualen und angehängtem Pedal gebaut. 1837 reparierte Gerd Sieben Janssen das Instrument. Eingreifend war 1957 bis 1962 im Zuge einer Umsetzung von der Ost- auf die Westseite der Kirche der Umbau der Orgel durch Alfred Führer, der dem Zeitgeist entsprechend etliche Register und die Traktur ersetzte. 1989/1990 erfolgte eine gründliche Überarbeitung durch die Krummhörner Orgelwerkstatt, die sie klanglich dem Original wieder näherbrachte. Für eine Rekonstruktion auf den ursprünglichen Zustand durch die Orgelwerkstatt Wegscheider wurde das Instrument im Mai 2021 abgebaut. Die Wiedereinweihung erfolgte am 4. November 2023. Erhalten sind neben dem Gehäuse fünf originale Register in teils stark veränderter Form. Die rekonstruierte Disposition wurde um ein selbstständiges Pedal ergänzt und lautet wie folgt:
| I Hauptwerk CDE–c3 |    |
| Principal          | 8′ |
| Quintadena         | 8′ |
| Octav              | 4′ |
| Nassat             | 3′ |
| Octav              | 2′ |
| Spitzfloit         | 2′ |
| Sexquialter II     |    |
| Mixtur IV–VI       |    |
| Trompet B/D        | 8′ |

| II Brustwerk CDE–c3 |       |
| Gedact              | 8′    |
| Rohrfloit           | 4′    |
| Waldfloit           | 2′    |
| Quintfloit          | 1 ⁄2′ |
| Regal               | 8′    |
| Scharf IV           |       |
| Stern               |       |
| Tremulant           |       |

| Pedal C–d1 |     |
| Subbass    | 16′ |
| Octav      | 8′  |
| Octav      | 4′  |
| Trompet    | 8′  |

- Koppeln: II/I (Schiebekoppel)
- 2 Sperrventile